# Théâtre de Lille
Ne doit pas être confondu avec le théâtre du Nord.
Le théâtre de Lille est une salle de spectacle bâtie en 1785 par l'architecte Michel-Joseph Lequeux sur la place du Théâtre à Lille . Il est détruit en 1903, à la suite d'un incendie accidentel.

## Situation
Avant d'être ravagé par les flammes, le théâtre se trouvait derrière la Vieille Bourse, sur l'actuelle place du Théâtre.

## Histoire
Le chantier du théâtre de Lille débute en juin 1785 suivant les plans de l'architecte Michel-Joseph Lequeux.
Le 15 avril 1786, Michel-Joseph Lequeux est assassiné par un ouvrier dans les jardins de l’hôtel de l’intendance à Lille. Le chantier continue sous la direction de ses associés, Paul-Pierre Comer et Joseph-Marie Deledicque.
Le théâtre est officiellement inauguré le 16 avril 1787.
En 1821, le théâtre est agrandi d'une salle de loge et d'un parterre assis ; cependant ceci semblait être si mal conçu que Charles Benvignat en reprit les plans en 1841-1842. Il supprime les six colonnes de la façade, et modifie les murs, la toiture. La salle peut ainsi accueillir cinq cents personnes de plus que dans l'ancien théâtre, soit plus de 2 000 spectateurs au total.

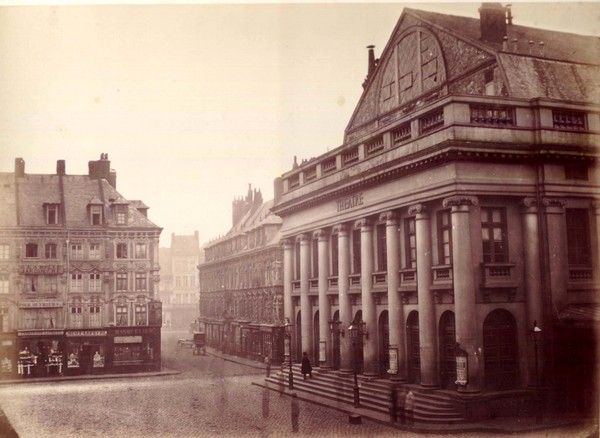
Théatre Lequeux (photo Alphonse Le Blondel)

Il brûle durant la nuit du 5 au 6 avril 1903 à la suite d'un court-circuit.